# Pedals de Foc

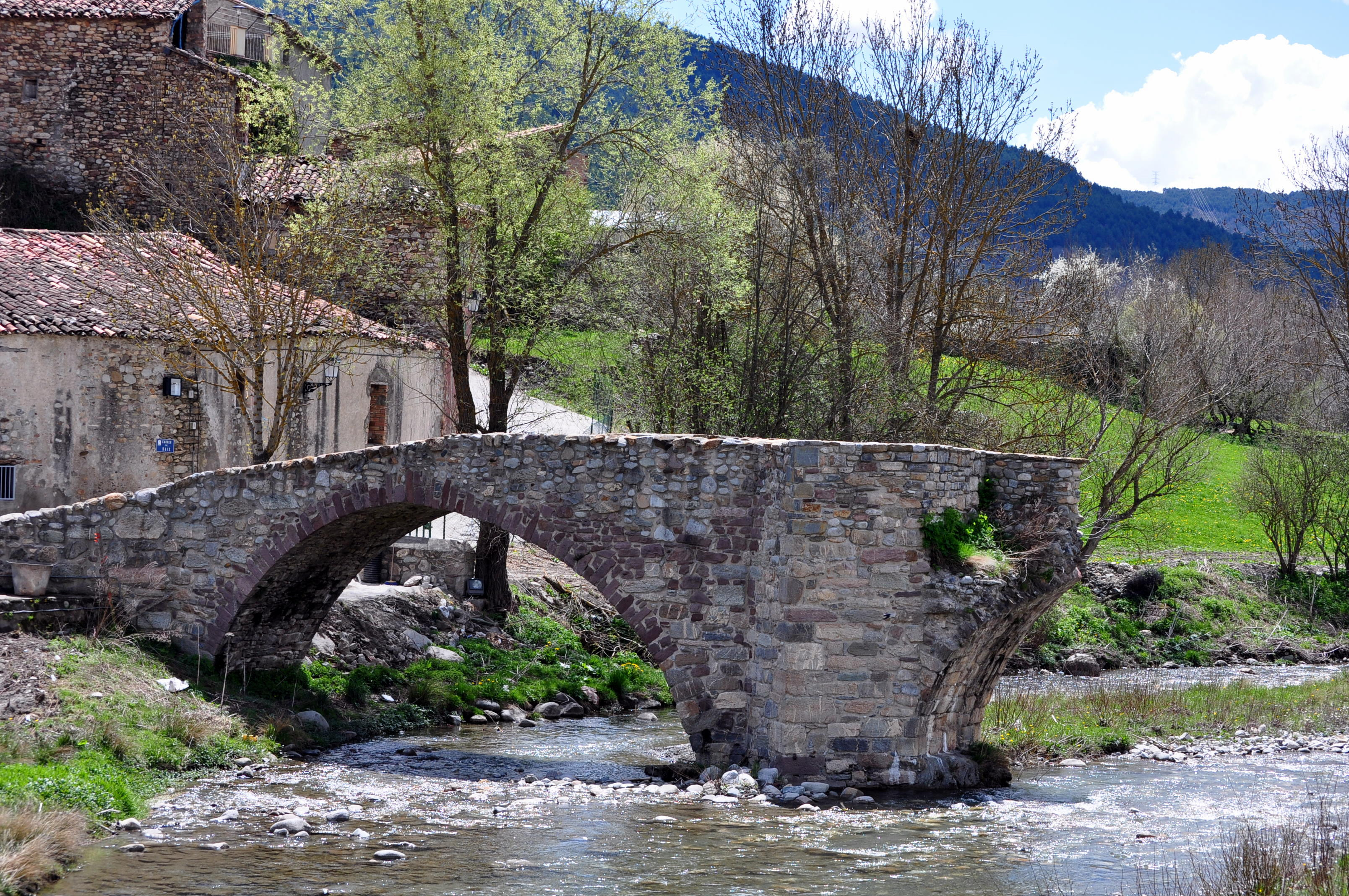
Vilaller, en el km 22 del recorrido, donde la ruta abandona el valle del Noguera Ribagorzana para empezar su primer ascenso hasta el coll de Serreres.

Pedals de Foc (Pedales de Fuego, en castellano) es el nombre de una ruta para bicicletas de montaña que rodea el Parque nacional de Aiguas Tortas y Lago de San Mauricio, y que transcurre por el Valle de Arán, la Alta Ribagorza, el Pallars Jussá y el Pallars Sobirá. Tiene un recorrido de 215 km, con un total en subidas de 5550 m de desnivel positivo, y una suma en descensos de 6140 m, pues la llegada a Viella, en el Valle de Arán está por debajo de la salida en la boca sur del túnel de Viella.
Transcurre por caminos asfaltados y pistas forestales en su mayor parte. Posee distintas variantes que añaden algunos kilómetros al recorrido original, hasta alcanzar los 280 km y 7700 m de desnivel positivo.
La altitud mínima se encuentra en Llesp, en el valle de Bohí, a 973 m, y la altura máxima en el coll de la Portella Blanca, a 2268 m. 

## Historia
Pedals de Foc empezó a gestarse en el año 2003 cuando Miquel Sànchez y Òscar Balsells deciden trasladar el concepto de Carros de Foc, ruta senderista de la que fueron cofundadores, a la bicicleta de montaña. Se creó un nuevo modelo de turismo deportivo, aunque en este caso, con mayor flexibilidad por parte del cliente ya que, entre otras cosas, éstos podrían escoger el tipo de alojamiento. Después de casi dos años de concepción y diseño de la propuesta, en mayo de 2005 se realizó la presentación y su puesta en marcha. En el año 2008 y ya con Òscar Balsells como único propietario, se fundó Pedales del Mundo, cuyo objetivo es organizar y gestionar rutas en bicicleta, siendo una quincena de rutas para bicicleta de montaña las que forman parte.
En el año 2012 Òscar Balsells se desvinculó voluntariamente, vendiendo la empresa que había creado. En  2015 se celebró el décimo aniversario de la Pedals de Foc. Contratar la ruta permite tener mapas, guías y los alojamientos reservados. Los precios varían según el número de etapas y el tipo de alojamientos.

## Itinerario

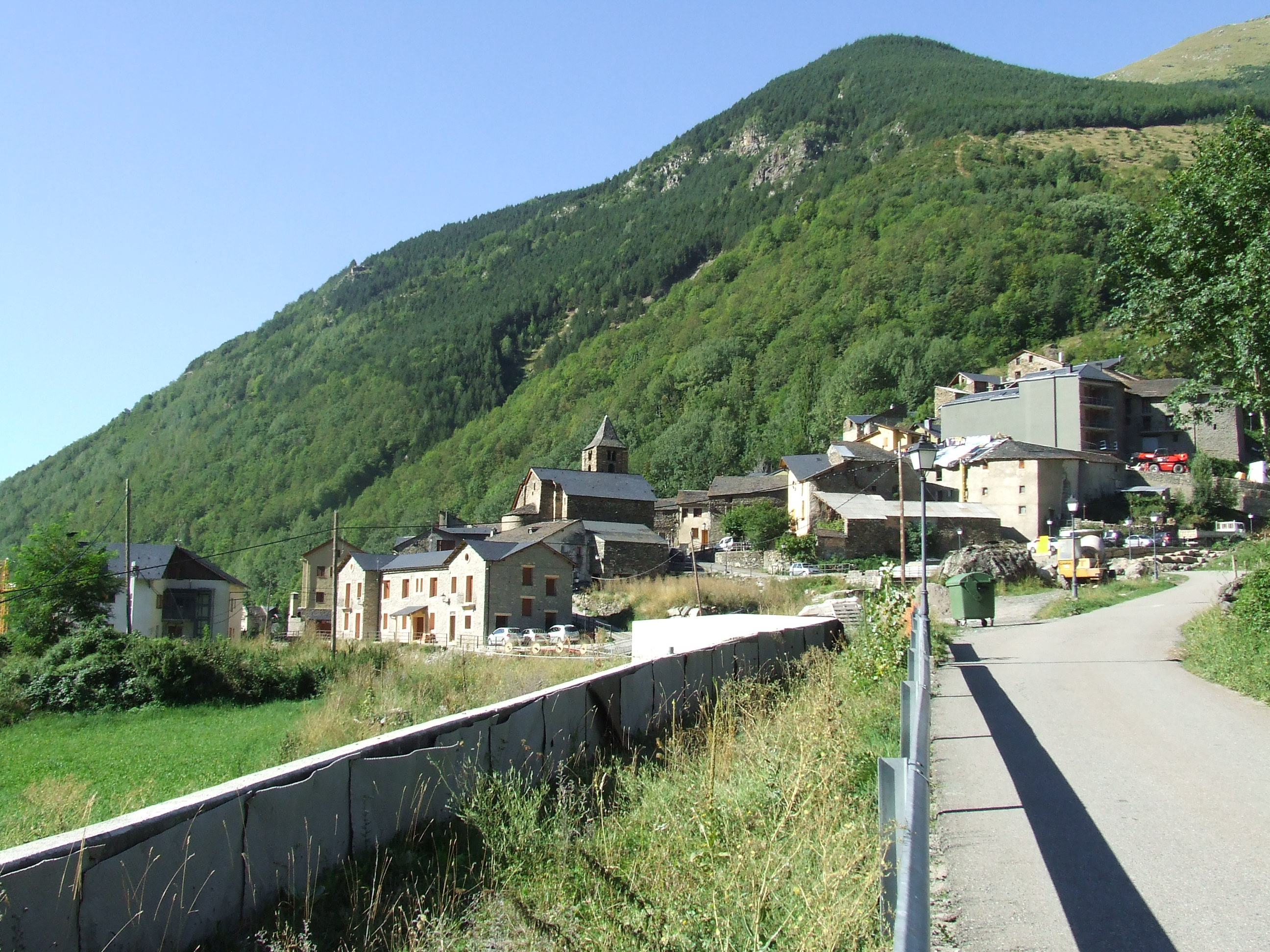
Espuy, en el kilómetro 94, por donde se cruza el río Flamisell

La ruta se inicia en el refugio de Conangles, cerca de la boca sur del Túnel de Viella, y se dirige hacia el sur. Bordea por el este el embalse de Baserca y sigue por la orilla izquierda del río Noguera Ribagorzana hasta el pueblo de Vilaller, a 981 m (22 km). Desde allí, la ruta asciende hasta el coll de Serreres, a 1360 m de altitud (27 km), por donde entra en el valle de Bohí, desciende hasta el pueblo de Coll, a 1180 m, y poco después el río Noguera de Tor, cruza la carretera L-500 a 1010 m, y vuelve a ascender a los pueblos de Iran, a 1280 m; Irgo, a 1390 m, y la ermita de San Salvador de Irgo, a 1400 m, desde donde desciende a Gotarta, a 1180 m; Malpàs, a 1090 m y Castellars, a 1170 m (53 km); desde aquí asciende hasta los 1600 m y desciende suavemente hasta Erta, a 1510 m, y Sas (Sarroca de Bellera), a 1400 m; luego vuelve a subir hasta la collada de Guarner, a 1530 m, y desciende hasta Sentís, a 1230 m, y Las Iglesias a 1030 m (73 km), desde donde el camino vuelve a subir hasta el coll d’Oli, a 1527 m (81 km), cruza la sierra de Castellnou, entra en la Vall Fosca y sigue por Aguiró, a 1360 m, y Astell a 1160 m. La pista sigue bajando en dirección al río Flamisell, hasta La Foneria, a 1036 m, en el fondo del valle, donde se encuentra con la L-503, ; desde aquí, asciende por la carretera, pasa junto a Torre de Cabdella, a 1080 m, y Espuy (94 km), por donde cruza el río, a 1235 m y asciende vertiginosamente por una pista zigzagueante en la ladera de la montaña hasta la Collada del Triador, a 2175 m (106 km), por donde entra en el Parque Nacional de Aguas Tortas y San Mauricio. 

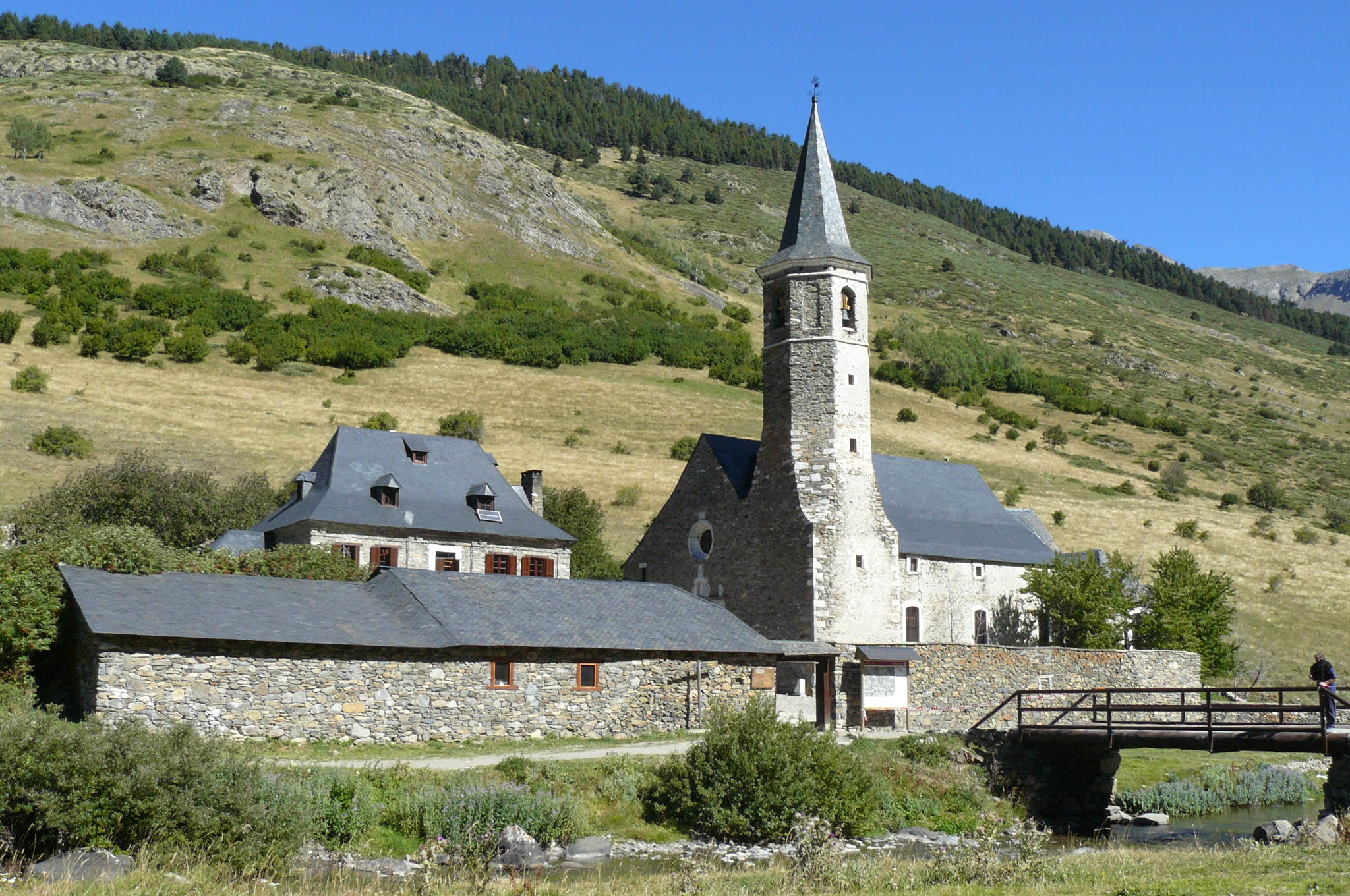
Montgarri, en el kilómetro 189.

Ya por encima del bosque, cruza el paso de la Mainera, a 2135 m y sube hasta el coll de la Portella Blanca, a 2268 m (117 km), punto más alto de la ruta; sigue hasta el refugio de Quatre Pins, a 2180 m, y continua hasta el lago Congelado, a 2130 m, donde encuentra el límite superior del telesquí La Bassa, de las pistas de esquí de Espot. Desde aquí, se inicia una rápida bajada por una zona boscosa hasta Espot, a 1320 m (137 km), donde se sigue la carretera LV-5004 hasta el desvío que conduce a Jou, a 1320 m, y Son (150 km), a 1380 m, sin apenas desnivel. Desde Son se aborda el bosque de la Mata de Valencia de Aneu, por el que se accede al refugio del Gerdar, a 1500 m (159 km). Desde aquí, el camino desciende hasta la C-28 y la sigue en dirección Valencia de Aneu hasta el desvío de Sorpe, a 1270 m, por donde se interna en el valle alto del Noguera Pallaresa. A llegar a Borén, a 1120 m, sigue la C-147 hasta Isil, a 1165 m, y Alós de Isil, a 1280 m (171 km); desde aquí sigue la pista que pasa por el refugio del Fornet, a 1375 m y la borda Ignasia, a 1450 m, y sube hasta Montgarri, a 1650 m (189 km), y el Pla de Beret, a 1880 m, donde se encuentran las pistas de Baqueira Beret y las fuentes del Garona.
Desde aquí, se inicia un largo descenso hasta Bagerque, a 1426 m, bordeando la vertiente. Una vez en carretera, se inicia un prolongado descenso que llega primero a Salardú, a 1260 m, donde se enlaza con la C-26, y sigue cruzando Artiés, a 1140 m, y Garós, a 1100 m, para llegar finalmente a Viella, a 960 m, donde se encuentra el final de la ruta, a la salida de la ciudad, a 940 m y 215 km si no se ha tomado ninguna variante.

## La ruta por etapas

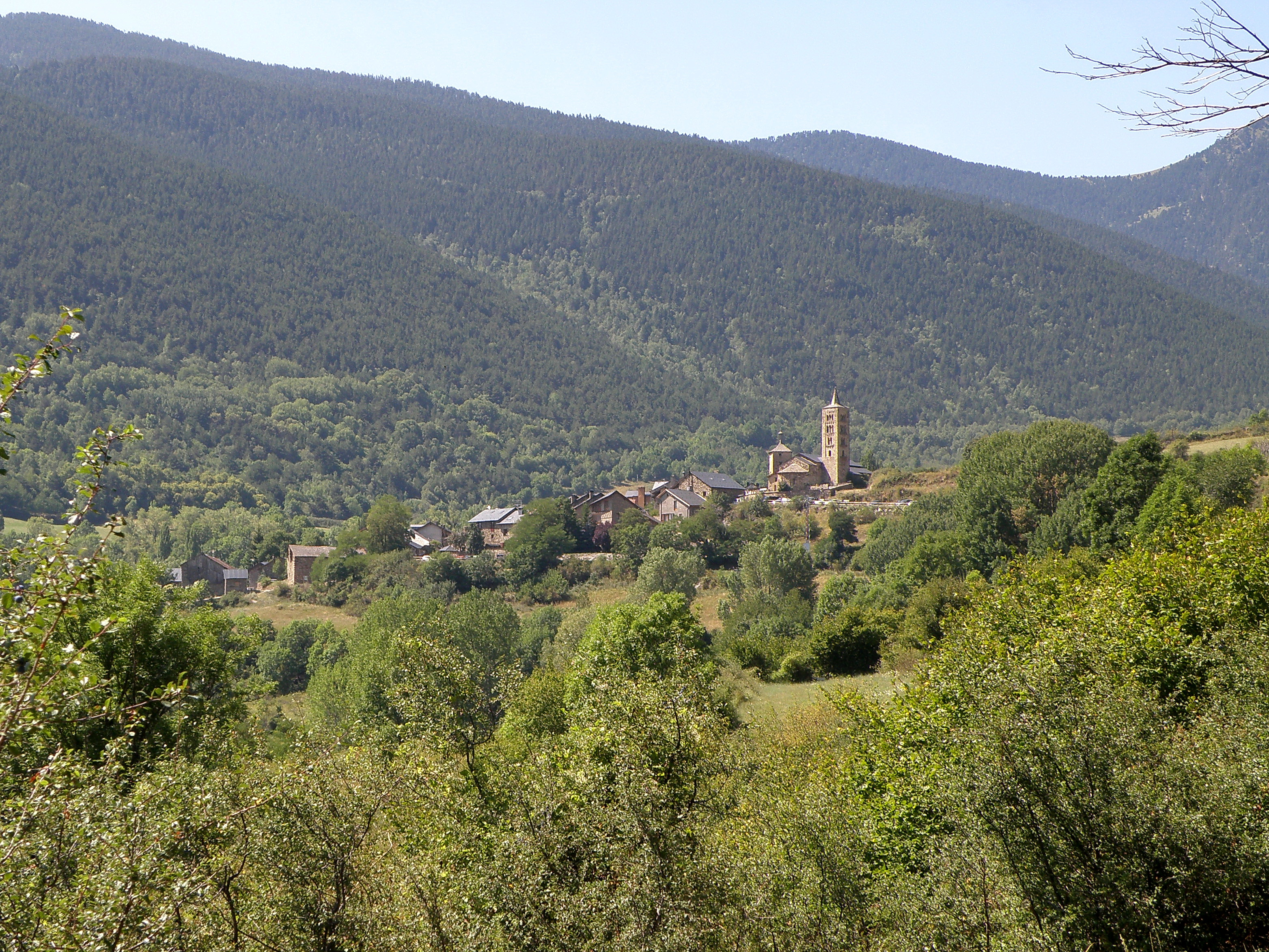
Son del Pino, poco antes de que la ruta se introduzca en el bosque de Valencia de Aneu.

Esta ruta se puede realizar en tres, cuatro, cinco o seis etapas, según las fuerzas y la preparación de cada uno.
También se organizan carreras que permiten hacer toda la ruta en un solo día, como en la denominada Pedals de Foc non stop - Ultramaraton series.